# Верещагина, Алла Глебовна
А́лла Гле́бовна Вереща́гина (20 августа 1925, Сарапул (по другим данным, Ленинград) — 11 января 2016, Москва) — советский и российский искусствовед, автор многих книг и трудов по истории русского изобразительного искусства, доктор искусствоведения (1977), педагог, профессор (1980), академик Российской академии художеств (1997; член-корреспондент АХ СССР с 1988), заслуженный деятель искусств Российской Федерации (1992), член Союза художников СССР с 1951 года.

## Биография
Алла Верещагина родилась в 1925 году в Сарапуле, который в то время входил в состав Уральской области РСФСР (ныне — в составе Удмуртской Республики, Россия). По другим данным, родилась в Ленинграде.
Училась в Ленинградском государственном университете, в 1951 году окончила отделение искусствоведения исторического факультета ЛГУ.
Работала в Государственном Русском музее, где занималась научной деятельностью, а также принимала участие в создании каталога «Государственный Русский музей. Живопись, XVIII — начало XX века» (Ленинград, Аврора и Искусство, 1980). В 1960 году защитила кандидатскую диссертацию по теме «Вячеслав Григорьевич Шварц. 1838—1869».
В 1976 году Алла Верещагина защитила докторскую диссертацию по теме «Русская историческая живопись и проблемы искусства „шестидесятых годов“ XIX века». В 1977 году она получила учёную степень доктора искусствоведения, с 1980 года — профессор. Более пятнадцати лет преподавала историю живописи в Институте живописи, скульптуры и архитектуры имени И. Е. Репина.
Алла Верещагина написала ряд монографий, посвящённых русской исторической живописи и художественной критике, а также творчеству художников Константина Трутовского, Вячеслава Шварца, Николая Ярошенко, Фёдора Бруни, Николая Ге, Василия Перова, Василия Верещагина и других. За монографию «Федор Антонович Бруни» Верещагина получила премию Союза художников СССР. В 1988 году она получила серебряную медаль Академии художеств СССР за монографию «Николай Николаевич Ге».
В 1992 году Алле Верещагиной было присвоено звание заслуженного деятеля искусств Российской Федерации. В 1997 году она была избрана действительным членом Российской академии художеств.
Работала главным научным сотрудником НИИ теории и истории изобразительных искусств Российской академии художеств (НИИ РАХ).
Скончалась 11 января 2016 года. Похоронена на Долгопрудненском кладбище.

## Сочинения А. Г. Верещагиной
- Константин Александрович Трутовский, 1826—1893, Москва, Искусство, 1955
- Вячеслав Григорьевич Шварц, Ленинград—Москва, Искусство, 1960
- Николай Александрович Ярошенко, Ленинград, Художник РСФСР, 1967
- Художник, время, история. Очерки русской исторической живописи XVIII — начала XX века, Ленинград, Искусство, 1973
- Русская прогрессивная художественная критика второй половины XIX века, Москва, Изобразительное искусство, 1979 (совместно с Н. И. Беспаловой)
- Федор Антонович Бруни, Ленинград, Художник РСФСР, 1985
- Николай Николаевич Ге, Ленинград, Художник РСФСР, 1988, ISBN 5-7370-0011-7
- Некоторые проблемы исторической живописи В. Г. Перова, 1988
- Историческая картина в русском искусстве. Шестидесятые годы XIX века, Москва, Искусство, 1990, ISBN 5-210-00311-6
- Русская художественная критика середины — второй половины XVIII века, НИИ РАХ, Москва, 1991
- Русская художественная критика конца XVIII — начала XIX века, Москва, НИИ РАХ, 1992
- Некоторые современные проблемы изучения творчества В. В. Верещагина, 1993
- Русская художественная критика двадцатых годов XIX века, Москва, НИИ РАХ, 1997
- Критики и искусство: очерки истории русской художественной критики середины XVIII — первой трети XIX века, Москва, Прогресс-Традиция, 2004, ISBN 5-89826-213-X